# TY Corvi
31 Crateris là định danh Flamsteed của một hệ sao đôi nằm trong chòm sao Ô Nha. Hệ sao này có độ sáng biến thiên, với cấp sao biểu kiến từ 5,19 đến 5,23 trong chu kì trên 1,48 ngày nên nó có định danh sao biến quang là TY Corvi. Nó thực sự cách rất xa chúng ta với khoảng cách xấp xỉ là 3.000 năm ánh sáng (xấp xỉ khoảng 970 parsec). Nó bao gồm một sao lam trắng nóng, có nhiệt độ cao với quang phổ thuộc loại B1.5V và một sao thành viên khác mà hiện tại người ta vẫn chưa có nhiều dữ liệu về nó. Hai sao này quay quanh nhau với chu kì trên 2,9631 ngày. Ngôi sao chính có thể là một sao lạc hàng lam thuộc nhóm Hyades. Nó có khối lượng gấp 15,5 lần khối lượng Mặt Trời và có độ sáng gấp 52.262 Mặt Trời.

TY Corvi có thể là một sao đôi che khuất.

Tên gọi 31 Crateris là do nhà thiên văn học người Anh John Flamsteed đánh số các sao trong chòm sao mở rộng được ông gọi là Hydra and Crater (nghĩa là Trường Xà và Cự Tước), trong đó bao gồm cả các sao của Trường Xà ngay phía dưới cái chén Cự Tước. Được công bố năm 1712, nhưng điều này đã không được các nhà thiên văn học khác công nhận và tuân theo. Cuối cùng, vị trí của hệ sao đôi này chính thức là nằm trong chòm sao Ô Nha, theo như ranh giới các chòm sao chính thức được xác lập vào năm 1922. Nó có thể là một hệ sao đôi che khuất. Vào ngày 27 tháng 3 năm 1974, vệ tinh Mariner 10 đã phát hiện ra các phát xạ tia cực tím xa. Ban đầu chúng làm cho TY Corvi bị hiểu nhầm là vệ tinh của Sao Thủy, trước khi các nguồn chỉ ra đó là từ TY Corvi.